# Крепост
Крепост је југословенски телевизијски филм из 1970. године који је режирао Ацо Алексов.

## Улоге
| Глумац           | Улога |
| ---------------- | ----- |
| Тодор Николовски |       |
| Ристо Шишков     |       |